# Khi đàn chim trở về
Khi đàn chim trở về là một bộ phim truyền hình được thực hiện bởi Trung tâm Phim truyền hình Việt Nam, Đài Truyền hình Việt Nam do Đỗ Chí Hướng, Nguyễn Danh Dũng làm đạo diễn. Phim có tổng số tập là 56, chia ra làm 3 phần phim. Hai phần đầu công chiếu trên VTV3 vào năm 2003 trong chương trình Văn nghệ Chủ Nhật; phần thứ 3 phát sóng vào lúc 20h30 thứ 4, 5, 6 hàng tuần, bắt đầu từ ngày 28 tháng 5 năm 2015 và kết thúc vào ngày 22 tháng 10 năm 2015 trên kênh VTV1.

## Nội dung
Khi đàn chim trở về nói về tình trạng chuyển phá rừng tự nhiên sang làm thủy điện, một đề tài được dư luận quan tâm. Bộ phim lấy bối cảnh kéo dài tại năm tỉnh và đều là những cánh rừng xa trung tâm thủ đô. Đây là điểm nóng của những cuộc chiến giữa đội kiểm lâm còn thiếu nhân lực và đội lâm tặc, góp thêm vào đó là sự tha hóa đội ngũ cán bộ biến chất trong chính quyền ở nhiều địa phương, gây nên sự khó khăn trong công tác quản lý rừng nói chung.

## Diễn viên

### Phần 1
- Duy Thanh trong vai Hợp
- Giang Còi trong vai Hạ
- Minh Phong trong vai Ông Cảnh (phần 1)
- Bùi Xuân Thảo trong vai Ông Cẩm
- Ngọc Dung trong vai Xuân
- Linh Vân trong vai Phượng
- Hồng Chương trong vai Cụ Thuấn
- Hồng Quân trong vai Lâm
- Thanh Tùng trong vai Tú
- Anh Tuấn trong vai Thành
- Diệu Thảo trong vai Vân
- Tuấn Dương trong vai Ông Đa
- Bình Xuyên trong vai Quyết
- Trịnh Mai Nguyên trong vai Hoàng Tân
- Kim Thoa
- Mai Hòa trong vai Bà Cẩm
- Thanh Duyên trong vai Bà Hoạt

### Phần 2
- Kiều Thanh trong vai Hà Châu
- Thu Hạnh trong vai Yến Chi
- Hồ Phong trong vai Tùng
- Lý Thanh Kha trong vai Ông Hoạt
- Thanh Tùng trong vai Toàn
- Vĩnh Xương trong vai Hiếu
- Thùy Dương trong vai Tâm
- Quang Hùng trong vai Ông Cảnh (phần 2)
- Hà Văn Trọng trong vai Tổng Biên tập
- Hồ Tháp trong vai Chi cục trưởng
- Mai Anh trong vai Lâm Tặc
- Dương Đức Quang trong vai Bình
- Nguyễn Thị Loan trong vai Vợ Cảnh
- Minh Tuấn trong vai Hoàng

### Phần 3
- Doãn Quốc Đam trong vai Lâm "voi"
- Kiều Thanh trong vai Kiều Loan
- Việt Anh trong vai Thành
- Lâm Vissay trong vai Long "đầu đất"
- Tùng Dương trong vai Vương
- Trần Nhượng trong vai Ông Tạo
- Lê Ngọc Quang trong vai Quản Còi
- Vân Anh trong vai Vân
- Thiện Tùng trong vai Huy
- Thu Hà trong vai Bà Hoạt
- Hồ Sỹ Hoài trong vai Trung "đồ tể"
- Hồng Ngọc trong vai Linh Miu
- Việt Bắc trong vai Duy
- Hoàng Hà trong vai Hoàng
- Đức Trung trong vai Sơn
- Đức Thịnh trong vai Ngọ
- Đình Chiến trong vai Ông Kín
- Phan Đăng Lưu trong vai Thà
- Diễm Hương trong vai Lan
- Nguyễn Trọng Hùng trong vai Trường
- Duy Thanh trong vai Ông Kiểm
- Trịnh Mai Nguyên trong vai Ông Đại
- Bình Xuyên trong vai Tấn
- Hoàng Tùng trong vai Hùng
- Văn Thuận trong vai Ông Bôn
- Hoàng Huy trong vai Ông Phúc
- Văn Đoàn trong vai Ông Công
- Tiến Mộc trong vai Ông Hóa
- Linh Miu trong vai Thủy
- Quốc Triệu trong vai Ông Thông
- Tiến Đại trong vai Ông Bát
- Quốc Hưng trong vai Đàn em 1
- Hùng võ sư trong vai Đàn em 2

Cùng một số diễn viên khác....

## Nhạc phim
Bài hát nhạc phim trong phần 1 và 2 do Hoàng Lương sáng tác, trình bày bởi Trọng Tấn, Hương Giang, và hợp xướng Sơn Ca Đài Tiếng nói Việt Nam. Bài hát trong phần 3 là "Bến đậu yên bình" do Lê Anh Dũng sáng tác và thể hiện bởi Tùng Dương.

## Giải thưởng và đề cử
| Năm  | Giải thưởng                                | Hạng mục                           | (Người) đề cử    | Kết quả       | Tham khảo     |
| ---- | ------------------------------------------ | ---------------------------------- | ---------------- | ------------- | ------------- |
| 2004 | Giải Cánh diều 2003                        | Phim truyện truyền hình            | —                | Bằng khen     | [ 6 ] [ 7 ]   |
| 2004 | Giải thưởng Tạp chí Truyền hình VTV        | Phim truyền hình Việt Nam hay nhất | —                | Đoạt giải     | [ 8 ] [ 9 ]   |
| 2016 | Liên hoan truyền hình toàn quốc lần thứ 35 | Phim truyền hình                   | —                | Giải Vàng     | [ 10 ]        |
| 2016 | Liên hoan truyền hình toàn quốc lần thứ 35 | Nam diễn viên chính xuất sắc       | Việt Anh         | Đoạt giải     | [ 11 ] [ 12 ] |
| 2016 | Giải Cánh diều 2015                        | Nam diễn viên chính xuất sắc       | Việt Anh         | Đoạt giải     | [ 13 ] [ 14 ] |
| 2016 | Giải Cánh diều 2015                        | Đạo diễn xuất sắc                  | Nguyễn Danh Dũng | Đoạt giải     | [ 13 ] [ 14 ] |
| 2016 | Giải Cánh diều 2015                        | Phim truyện truyền hình            | —                | Cánh diều bạc | [ 13 ] [ 14 ] |